# 月刊TNC批評
月刊TNC批評（げっかんティーエヌシーひひょう）は、福岡県の民放テレビ局・テレビ西日本（TNC）で放送されている自己批評番組。

## 概要
TNCの自社制作番組はもちろんのこと、TNCが加盟しているFNS・FNNの番組について、視聴者から寄せられた意見に対して答えるとともに、TNCの番組制作などの取り組み、番組審議会の会議内容の公表を行っている。
以前のタイトルは「109テレビ TNC批評」。109は、TNCのアナログ放送における基幹局のチャンネル（北九州10ch・福岡9ch）を組み合わせたものである。

## 放送時間
- 毎月第一日曜 6:15 - 6:30

## MC
ほかのアナウンサーが担当したり、内容に関係するTNC社員が出演することもある。
- 佐藤有里香（TNCアナウンサー）
- 津野瀬果絵（TNCアナウンサー）
産休により一旦降板するも2012年4月から再登板。2013年12月で、第二子の出産準備のため再度降板。2015年9月より、再び再登板。

過去
- 高山梨香（TNCアナウンサー、『ハチナビ スーパーニュース』担当により降板）
- 出口麻綾（TNCアナウンサー、2009年4月から3年間）
- 四位知加子（TNCアナウンサー、2014年1月から2015年8月まで）